# MOA-2009-BLG-387Lb
MOA-2009-BLG-387Lb es un exoplaneta en la órbita de la enana roja MOA-2009-BLG-387L en la constelación de Sagitario. 
Su descubrimiento fue anunciado el 21 de febrero de 2011, por lo que es el undécimo planeta descubierto utilizando microlentes gravitacionales. 
Se cree que el planeta tiene más del doble de la masa de Júpiter y tiene una órbita 80 por ciento más grande que la de la Tierra, con una duración de aproximadamente 1970 días. Sin embargo, sus características exactas son difíciles de restringir porque las características de la estrella anfitriona no son bien conocidas.

## Características

### Masa y órbita
MOA-2009-BLG-387Lb es un gigante de gas, con una masa estimada 2,6 veces mayor que la de Júpiter y un radio de 1,75 veces la de Júpiter y una distancia media estimada de 0,01 UA de su estrella anfitriona. Da una temperatura de 2200 Kelvin tiene un período orbital de aproximadamente 18,4 horas. Aunque se estima la masa y la distancia media de MOA-2009-BLG-387Lb, los intervalos de confianza son muy grandes, lo que indica que hay una gran incertidumbre presente. Estas incertidumbres se deben en gran medida a cómo se desconocen los parámetros exactos de la estrella anfitriona.

### Estrella anfitriona
Es el único planeta conocido que está en la órbita de la estrella MOA-2009-BLG-387L, que es una estrella enana de tipo M que tiene una masa de aproximadamente 0,19 veces la del Sol. La estrella está ubicada a unos 5.700 parsecs (18.591 años luz) de la Tierra.
La estrella lleva el nombre de Microlensing Observations in Astrophysics group, que vio la estrella como un evento de microlente gravitacional en 2009 y peinó los datos con la esperanza de descubrir un planeta.

## Descubrimiento
MOA-2009-BLG-387 fue un evento de microlente gravitacional detectado por la colaboración Microlensing Observations in Astrophysics el 24 de julio de 2009, que busca y documenta el azar y las breves alineaciones de estrellas con otras estrellas u objetos; tales alineaciones causan un efecto de lente gravitacional, que dobla la luz y causa imágenes distorsionadas, pero magnificadas, que pueden interpretarse. La detección de dos cáusticos se registró en los días siguientes por el Observatorio Astronómico de Sudáfrica, el Observatorio de Perth y el Observatorio Canopus Hill en Tasmania, con una separación de aproximadamente siete días entre los eventos cáusticos.
El 7 de junio de 2010, mucho después de que el evento de microlentes se hubiera calmado, los equipos de ciencia que estudiaban la estrella usaron la instalación de óptica adaptativa NACO en el Very Large Telescope en Chile para determinar la magnitud aparente real de la estrella que microlegó su estrella de fondo, esperando compárelo con la magnitud de la estrella medida durante el evento de microlente. Se encontró una discrepancia, una discrepancia que pudo haber sido el resultado de un error o de un cuerpo planetario. La interpretación de las observaciones de seguimiento condujo a la confirmación del planeta. La relación entre la masa del planeta y la masa de su estrella anfitriona está bien restringida, pero existe un gran intervalo de incertidumbre porque la masa de la estrella anfitriona se conoce dentro de un gran intervalo de confianza que abarca la masa de todas las estrellas enanas rojas.
El descubrimiento del planeta MOA-2009-BLG-387Lb se publicó el 21 de febrero de 2011 en la revista Astronomy and Astrophysics del European Southern Observatory.